# Completoria
Completoria är ett släkte av svampar. Completoria ingår i familjen Completoriaceae, ordningen Entomophthorales, divisionen oksvampar och riket svampar.
| Completoria | \| \| Completoria complens \| \| \| \| |
|             | \| \| Completoria complens \| \| \| \| |
|             | Completoria complens                   |
|             |                                        |

|  | Completoria complens |
|  |                      |